# Castilla la Nueva, Meta
Castilla la Nueva là một khu tự quản thuộc tỉnh Meta, Colombia. Thủ phủ của khu tự quản Castilla la Nueva đóng tại Castilla la Nueva Khu tự quản Castilla la Nueva có diện tích 503 ki lô mét vuông. Đến thời điểm ngày 28 tháng 5 năm 2005, khu tự quản Castilla la Nueva có dân số 3917 người.